# If I didn't have a dime to play the juke-box
If I didn't have a dime to play the juke-box is een lied geschreven door Bert Russell en Phil Medley. Het nummer viel na de eerste opname van Gene Pitney bij met name Nederlandse artiesten in de smaak. Franstalige versies verschenen er van Robert Cogoi uit 1963 (Je suis perdu) en Akim & Sheila uit 1965 met (Devant le juke box)

## Gene Pitney
Gene Pitney was de eerste die het lied opnam. Het verscheen in 1962 als officieuze B-kant van Only love can break a heart (er waren toen nog geen A en B-kanten). Only love van Hal David en Burt Bacharach kreeg in de Billboard Hot 100 een tweede plaats, maar If I didn't had a dime haalde op eigen kracht een 48e plaats. Nederland en België hadden nog geen hitlijsten.

## The Cats
Het werd in 1965 de eerste single van The Cats. Van palingsound was nog geen sprake. Het werd ook geen grote hit voor The Cats. Dat was pas weggelegd voor Sure he's a cat.
The Cats hadden meegedaan aan een talentenjacht, die werd gehouden in de latere Soundpush Studio in Blaricum. Organisator bleek Radio Veronica. Aanwezig waren Evan Durlacher, Ben Levy en Jan van Veen.
Het plaatje verscheen op het vrijwel onbekende platenlabel Durlaphone afkomstig uit Amsterdam, genoemd naar Evan Durlacher, afkomstig uit een textielfamilie. Ook de opvolgers Somewhere over the rainbow en Ave Maria no morro verschenen daar. Juke-box is opgenomen in een geluidsstudio aan de Oudezijds Voorburgwal 200 te Amsterdam. Die studio was gevestigd in het hoofdkantoor van de textielfirma Durlacher. Opnamen moesten soms onderbroken worden, vanwege klokkengeluid. Ben Levy, medewerker van Durlaphone zegt de band duizenden verkopen toe, maar inkomsten kleven uit.
De B-kant, Goodbye my love, is een nummer van Robert Mosley dat hetzelfde jaar ook gecoverd werd door onder meer The Searchers.

### Evergreen Top 100
| Evergreen Top 1000 "Jukebox" | Evergreen Top 1000 "Jukebox" | Evergreen Top 1000 "Jukebox" | Evergreen Top 1000 "Jukebox" | Evergreen Top 1000 "Jukebox" | Evergreen Top 1000 "Jukebox" | Evergreen Top 1000 "Jukebox" | Evergreen Top 1000 "Jukebox" | Evergreen Top 1000 "Jukebox" | Evergreen Top 1000 "Jukebox" | Evergreen Top 1000 "Jukebox" | Evergreen Top 1000 "Jukebox" | Evergreen Top 1000 "Jukebox" | Evergreen Top 1000 "Jukebox" | Evergreen Top 1000 "Jukebox" | Evergreen Top 1000 "Jukebox" | Evergreen Top 1000 "Jukebox" |
| Jaar                         | 2008                         | 2009                         | 2010                         | 2011                         | 2012                         | 2013                         | 2014                         | 2015                         | 2016                         | 2017                         | 2018                         | 2019                         | 2020                         | 2021                         | 2022                         | 2023                         |
| ---------------------------- | ---------------------------- | ---------------------------- | ---------------------------- | ---------------------------- | ---------------------------- | ---------------------------- | ---------------------------- | ---------------------------- | ---------------------------- | ---------------------------- | ---------------------------- | ---------------------------- | ---------------------------- | ---------------------------- | ---------------------------- | ---------------------------- |
| Positie                      | -                            | -                            | -                            | -                            | -                            | -                            | -                            | -                            | -                            | 249                          | 499                          | 202                          | 282                          | 220                          | 171                          | 135                          |

## Corry en de Rekels
In 1969 nam Corry Konings het op voor haar debuutalbum Corry en De Rekels. De vertaler van het liedje was Pierre Kartner, tevens baas bij platenlabel Elf Provinciën. Van dat album verscheen maar één single Vaarwel, ik zal geen traan om je laten. Dat was haar debuutsingle. De laatste single van die combinatie was Juke-box, uitgebracht via Dureco. Het werd geen hit.

## Albert West
Albert West nam het onder leiding van producent Martin Duiser op voor zijn coveralbum A part of me uit 1981. Een singleversie is niet bekend.